# لانگودل
لانگودل (به آلمانی: Langwedel) یک منطقهٔ مسکونی در آلمان است که در وردن واقع شده‌است. لانگودل ۱۴٬۶۸۰ نفر جمعیت دارد.